# インバーカーギル
インバーカーギル（英: Invercargill、マオリ語: Waihopai）は、ニュージーランド南島のサウスランド地方最大の都市で、国内最南端に位置する市である。人口は5万7100人（2020年ニュージーランド人口統計）。

## 歴史
1848年にスコットランドからオタゴ地方ダニーデンへ入植してきた長老派教会の分派である自由教会の教徒が土地を購入し牧畜を始めスコットランド系入植者による開拓の歴史が始まる。その後亜麻を紡ぐ工場が周辺地域に設立され、1858年にはオーストラリアから家畜を輸入するため、旧ニュージーランド総督であったトーマス・ブラウンに陳情しバルフに港の設置を求める。ブラウンは港設置を了承し、入植地にインバーカーギルの名を与える。インバ（Inver）とはスコットランド・ゲール語で“inbhir”と表記し河口を意味する。カーギル（Cargill）は当時オタゴ警視であった名誉艦長ウイリアム・カーギルから名を取り命名した。その歴史からインバーカーギル（Invercargill）と表記するも、現在でもスコットランド訛りの“インバカーゴ”と発音される。1860年代にゴールドラッシュが起き、人口増加するもおよそ10年で終息する。ゴールドラッシュで経済的繁栄を得た歴史はダニーデン市同様、市内各所に建設されたヴィクトリア朝建築・エドワード朝建築に見ることができる。1861年にオタゴ州から独立し1861年から1870年までサウスランド州の州都であったが財政難からその後オタゴ州に再編される。1867年にブルーフからインバーカーギルへのおよそ27キロメートル区間で鉄道が開通する。1890年代後半から1900年代初頭にかけ農業・酪農が盛んになり乳製品加工工場、冷凍食肉加工工場などが設立され1891年から1916年の間に人口はおよそ2倍に増加した。現在はサウスランド地方最大の町として存在する。

## 気候
西岸海洋性気候に属し夏季（2月）の平均気温は18.8℃、冬季（8月）の平均気温は11℃。7月から1月の気温は5.2℃から14℃。年間平均降水量は1112mm。年間日照時間は1580時間でニュージーランドで最も曇り空の多い地域である。他方、夏季12月後半至点の頃には1日の平均可照時間は16時間に達する。
| インバーカーギル (1981–2010)の気候 | インバーカーギル (1981–2010)の気候 | インバーカーギル (1981–2010)の気候 | インバーカーギル (1981–2010)の気候 | インバーカーギル (1981–2010)の気候 | インバーカーギル (1981–2010)の気候 | インバーカーギル (1981–2010)の気候 | インバーカーギル (1981–2010)の気候 | インバーカーギル (1981–2010)の気候 | インバーカーギル (1981–2010)の気候 | インバーカーギル (1981–2010)の気候 | インバーカーギル (1981–2010)の気候 | インバーカーギル (1981–2010)の気候 | インバーカーギル (1981–2010)の気候 |
| 月                                 | 1月                                | 2月                                | 3月                                | 4月                                | 5月                                | 6月                                | 7月                                | 8月                                | 9月                                | 10月                               | 11月                               | 12月                               | 年                                 |
| ---------------------------------- | ---------------------------------- | ---------------------------------- | ---------------------------------- | ---------------------------------- | ---------------------------------- | ---------------------------------- | ---------------------------------- | ---------------------------------- | ---------------------------------- | ---------------------------------- | ---------------------------------- | ---------------------------------- | ---------------------------------- |
| 平均最高気温 °C （°F）             | 18.7 (65.7)                        | 18.6 (65.5)                        | 17.1 (62.8)                        | 14.9 (58.8)                        | 12.3 (54.1)                        | 10.0 (50)                          | 9.5 (49.1)                         | 11.1 (52)                          | 13.1 (55.6)                        | 14.4 (57.9)                        | 15.8 (60.4)                        | 17.5 (63.5)                        | 14.4 (57.9)                        |
| 日平均気温 °C （°F）               | 14.2 (57.6)                        | 13.9 (57)                          | 12.5 (54.5)                        | 10.4 (50.7)                        | 8.0 (46.4)                         | 5.9 (42.6)                         | 5.3 (41.5)                         | 6.6 (43.9)                         | 8.5 (47.3)                         | 9.9 (49.8)                         | 11.4 (52.5)                        | 13.0 (55.4)                        | 10.0 (50)                          |
| 平均最低気温 °C （°F）             | 9.6 (49.3)                         | 9.3 (48.7)                         | 7.9 (46.2)                         | 5.8 (42.4)                         | 3.8 (38.8)                         | 1.9 (35.4)                         | 1.0 (33.8)                         | 2.2 (36)                           | 4.0 (39.2)                         | 5.4 (41.7)                         | 7.0 (44.6)                         | 8.6 (47.5)                         | 5.5 (41.9)                         |
| 降水量 mm （inch）                 | 115.0 (4.528)                      | 87.1 (3.429)                       | 97.4 (3.835)                       | 95.9 (3.776)                       | 114.4 (4.504)                      | 104.0 (4.094)                      | 85.2 (3.354)                       | 75.6 (2.976)                       | 84.2 (3.315)                       | 95.0 (3.74)                        | 90.4 (3.559)                       | 105.0 (4.134)                      | 1,149.3 (45.248)                   |
| 平均降水日数 （≥1.0 mm）           | 13.0                               | 10.3                               | 12.3                               | 12.3                               | 15.3                               | 15.6                               | 14.2                               | 12.8                               | 13.1                               | 13.8                               | 13.3                               | 14.3                               | 160.4                              |
| % 湿度                             | 80.6                               | 83.3                               | 84.2                               | 85.3                               | 87.0                               | 87.7                               | 88.1                               | 85.8                               | 81.3                               | 80.0                               | 78.2                               | 78.6                               | 83.3                               |
| 平均月間日照時間                   | 185.9                              | 167.2                              | 142.6                              | 117.2                              | 87.5                               | 78.7                               | 97.9                               | 123.0                              | 139.8                              | 173.0                              | 181.3                              | 188.2                              | 1,682.2                            |
| 出典：NIWA Climate Data            |                                    |                                    |                                    |                                    |                                    |                                    |                                    |                                    |                                    |                                    |                                    |                                    |                                    |

## 交通

### 高速道路
ニュージーランド・ステートハイウェイネットワークの最も南に位置する街であり、フィヨルドランド国立公園他へ移動する拠点となる街。国道1号線（State Highway 1）を利用しダニーデンその他南島各都市へ移動できる。

### 空港
インバーカーギル空港からクライストチャーチ国際空港、ウェリントン国際空港、スチュアート島への航空路線が就航している。

### 高速バス
クライストチャーチ、ダニーデン、クイーンズタウン他から高速バスが運行されている。

## 姉妹都市
- 埼玉県熊谷市（日本・1993年 - ）
- 江蘇省宿遷市（中国・2013年 - ）

## かつての姉妹都市
タスマニア州ホバート（オーストラリア）